# هينريتش كاسبار شميد
هينريتش كاسبار شميد (بالألمانية: Heinrich Kaspar Schmid)‏ هو ملحن وأستاذ جامعي ألماني، ولد في 11 سبتمبر 1874 في لانداو آن در إيزار في ألمانيا، وتوفي في 8 يناير 1953 في Olching ‏ في ألمانيا.

## وصلات خارجية
- هينريتش كاسبار شميد على موقع مونزينجر (الألمانية)
- هينريتش كاسبار شميد على موقع ميوزك برينز (الإنجليزية)
- هينريتش كاسبار شميد على موقع ديسكوغز (الإنجليزية)